# Meziříčí (okres Tábor)
Obec Meziříčí (německy Medritsch) se nachází v okrese Tábor, kraj Jihočeský. Žije zde 178 obyvatel.

## Historie
První písemná zmínka o obci pochází z roku 1379.
Dne 25. dubna 2018 bylo schváleno usnesením výboru pro vědu, vzdělání, kulturu, mládež a tělovýchovu udělení znaku a vlajky obce.

## Pamětihodnosti
- Venkovský dům čp. 39
- U příjezdové komunikace do obce jsou boží muka.
- Na návsi se nachází kaple. U vchodu do kaple je po pravé straně kříž na kamenném podstavci.
- Pomník padlým v I. světové válce je umístěný po levé straně kaple.

## Galerie

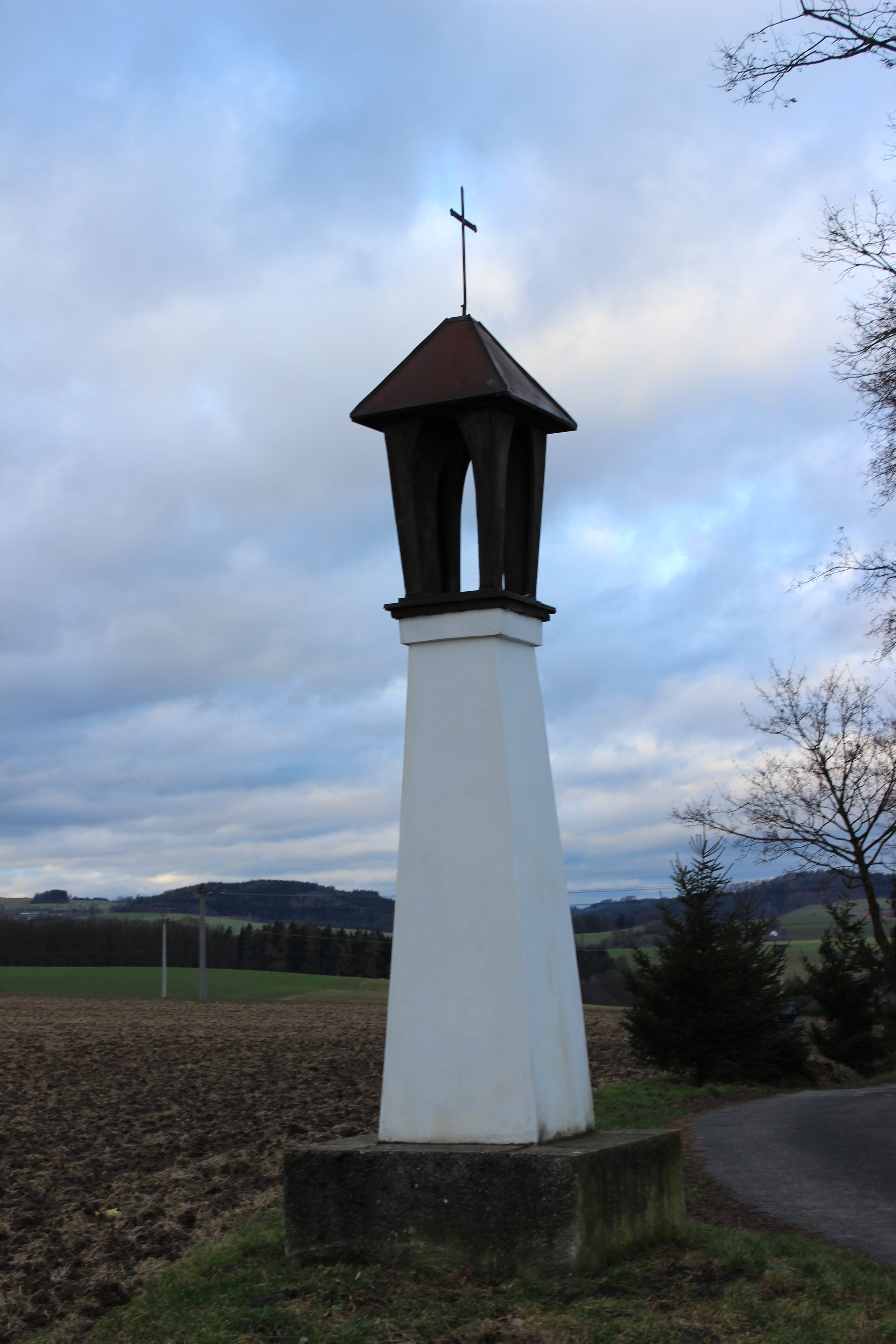
Boží muka u silnice
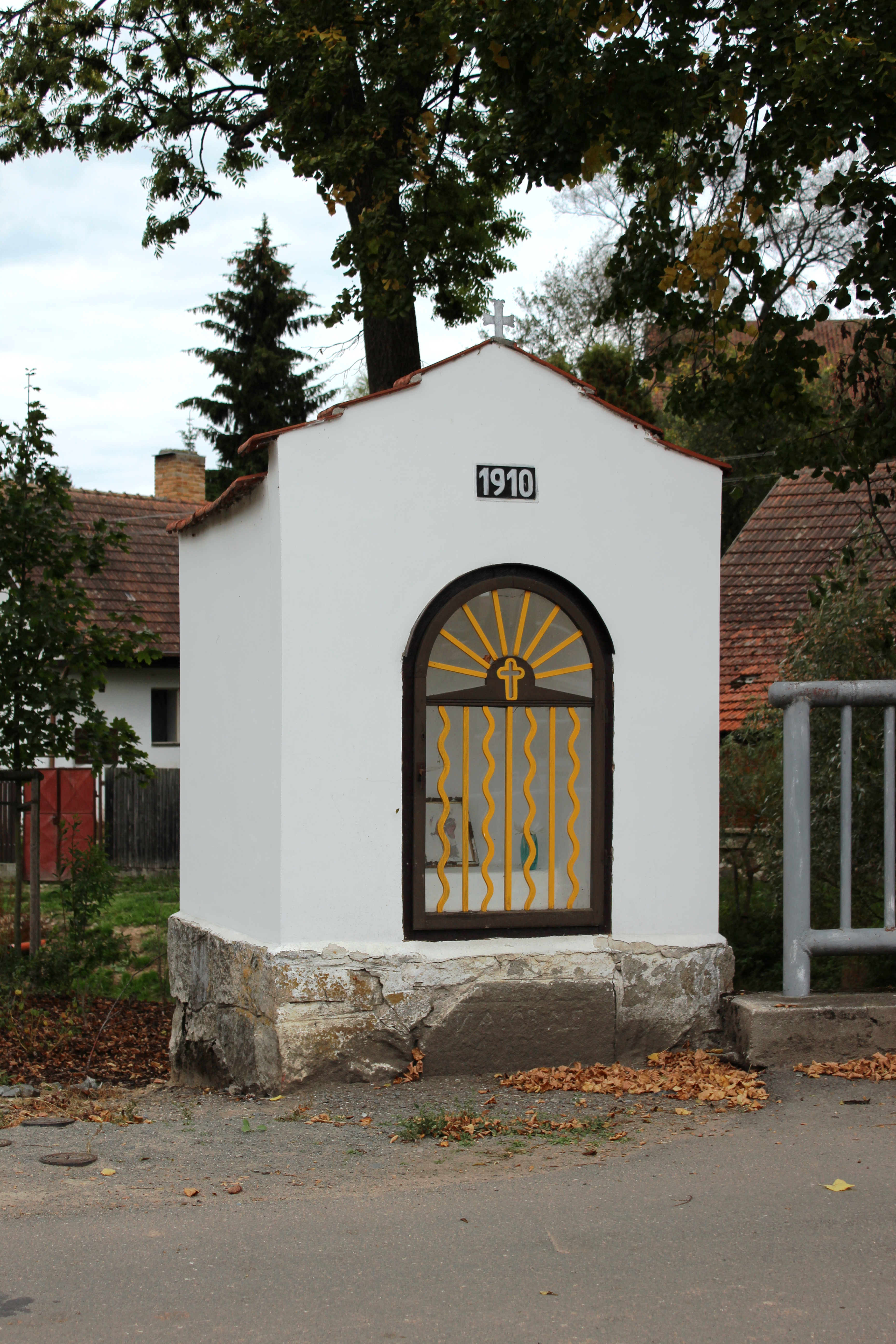
Kaple v obci
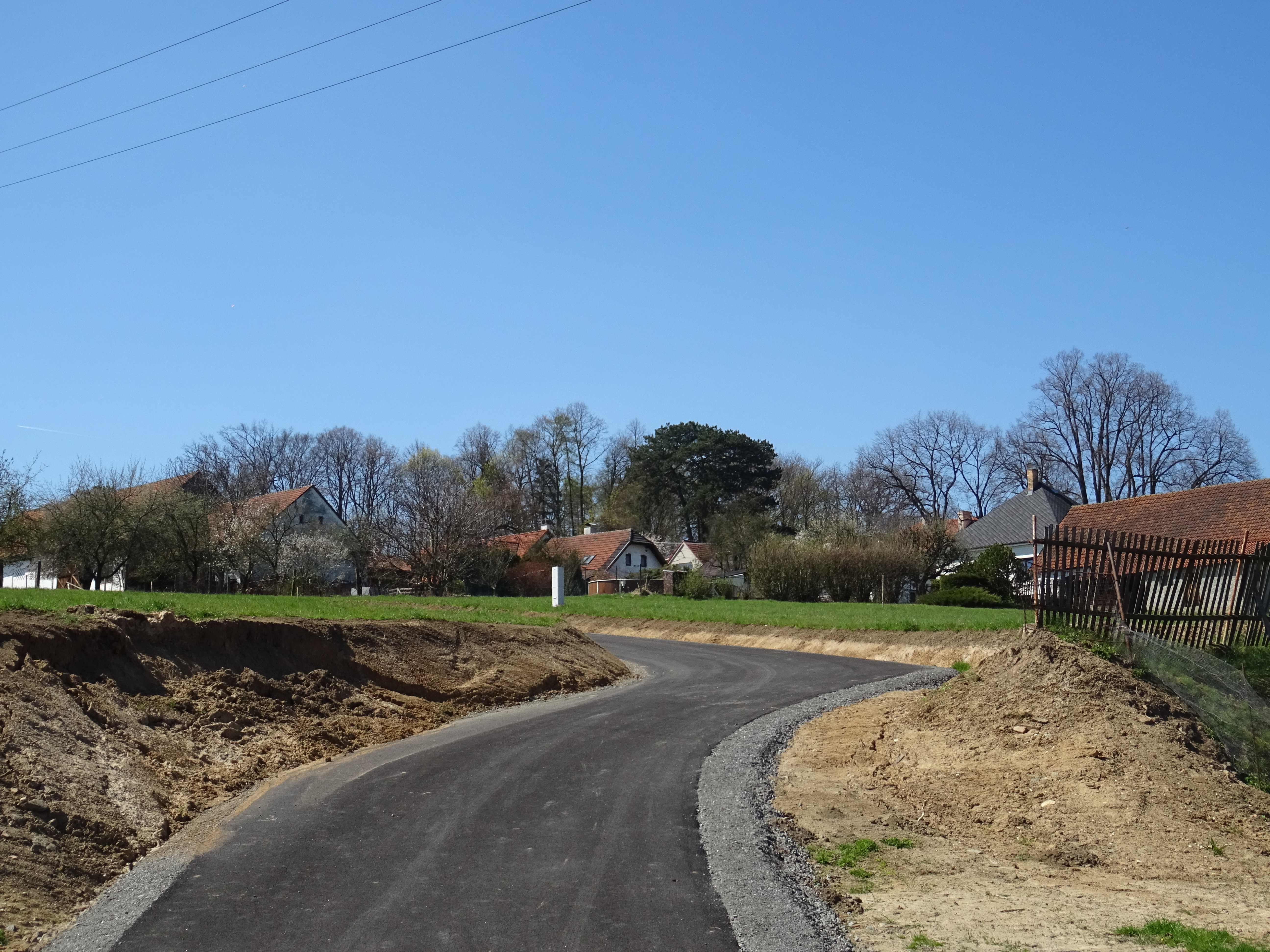
Nová cesta a domy
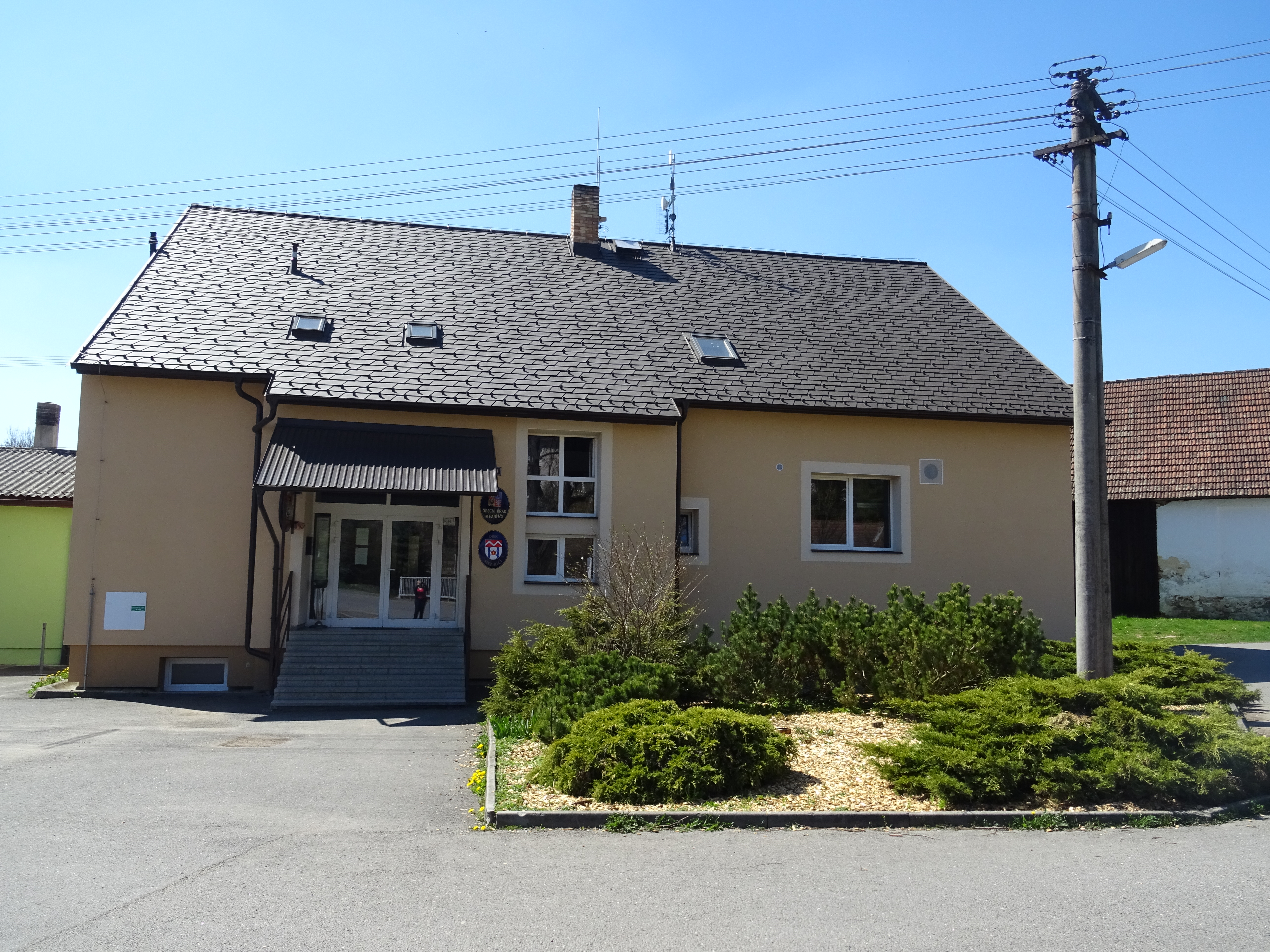
Obecní úřad